# Här står jag
Här står jag, skriven av Sonja Aldén, Bobby Ljunggren och Henrik Wikström, är en singel från Sonja Aldéns debutalbum Till dig. Singeln släpptes den 13 juni 2007 på skivbolaget Lionheart International och är hennes tredje singel. Henrik Wikström var producent.
Singeln innehåller en liveinspelning från releasefesten på Obaren i Stockholm och en singbackversion.
Singeln placerade sig som högst på 16:e plats på den svenska singellistan.
Melodin testades på Svensktoppen, där den låg i tre veckor under perioden 2-16 september 2007 innan den lämnade listan.

## Listplaceringar
| Lista (2007) | Topplacering |
| ------------ | ------------ |
| Sverige      | 16           |

### Fotnoter
1. ↑  ”Svensktoppslistan”. Sveriges Radio. 2 september 2007. http://sverigesradio.se/sida/topplista.aspx?programid=2023&date=2007-09-02. Läst 23 juli 2014.
2. ↑  ”Svensktoppslistan”. Sveriges Radio. 16 september 2007. http://sverigesradio.se/sida/topplista.aspx?programid=2023&date=2007-09-16. Läst 23 juli 2014.
3. ↑  ”Svensktoppslistan”. Sveriges Radio. 23 september 2007. http://sverigesradio.se/sida/topplista.aspx?programid=2023&date=2007-09-23. Läst 23 juli 2014.
4. ↑  Listplacering